# فيكتور بيلي (لاعب كرة قدم أمريكية)
فيكتور بيلي (بالإنجليزية: Victor Bailey)‏ هو لاعب كرة قدم أمريكية أمريكي، ولد في 3 يوليو 1970 في فورت وورث في الولايات المتحدة.

## وصلات خارجية
- فيكتور بيلي على موقع مرجع كرة القدم المحترفة.كوم (الإنجليزية)